# 三菱石炭鉱業大夕張鉄道セキ1形式セキ1形貨車

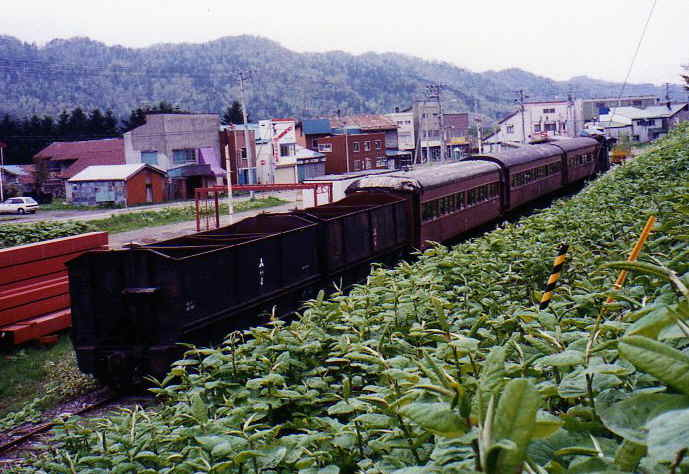
セキ2に続いてセキ1が連結されている南大夕張駅跡/1997年

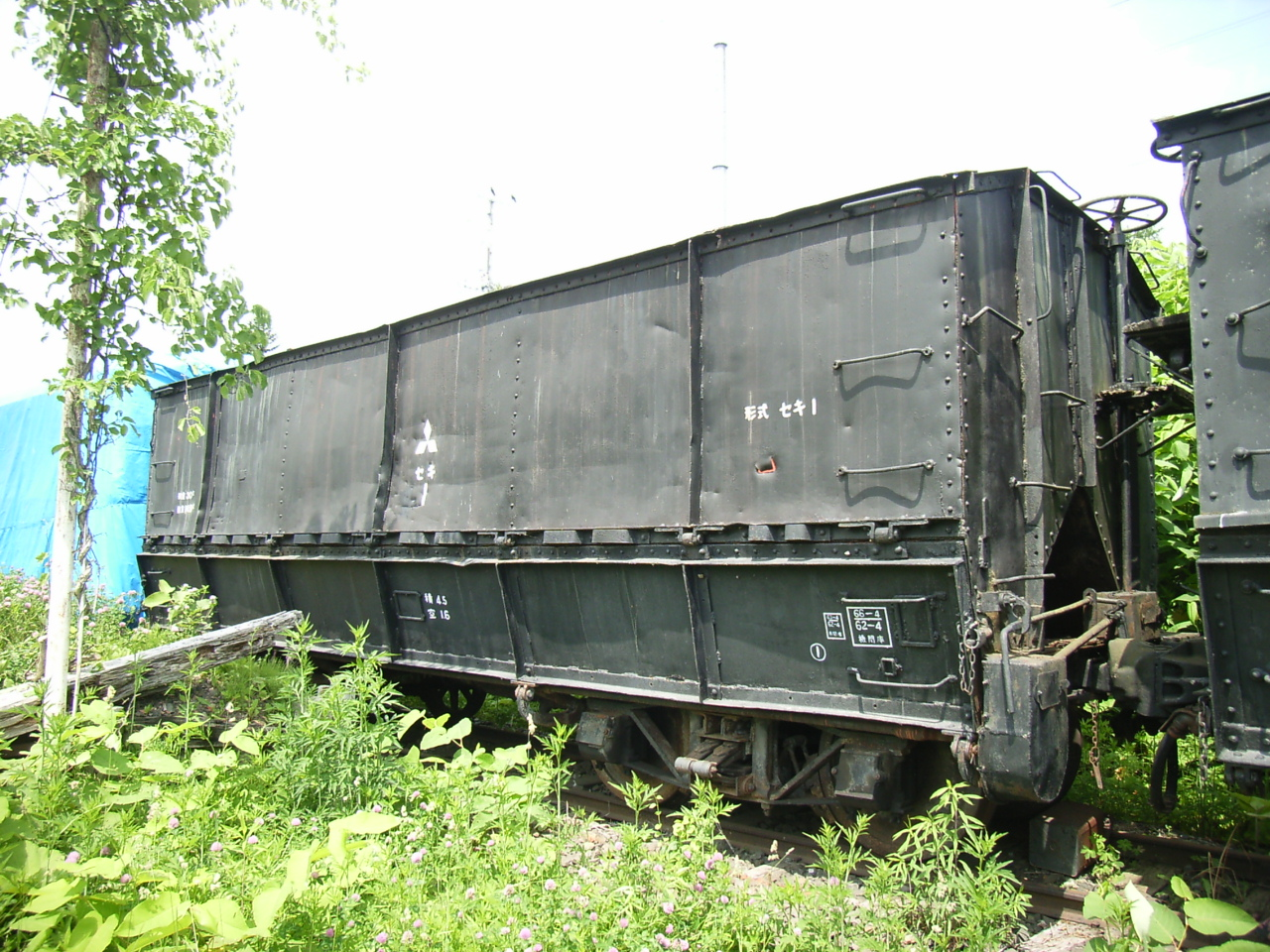
南大夕張駅跡のセキ1/2007年

三菱石炭鉱業大夕張鉄道セキ1形式セキ1形貨車（みつびしせきたんこうぎょうおおゆうばりてつどうセキ1けいしきセキ1がたかしゃ）は、かつて三菱石炭鉱業大夕張鉄道線で使用されていた貨車（石炭車）である。

## 概要
1911年（明治44年）汽車製造合資会社製造、オテセ9500形→オテセ11000形→セキ1形式セキ118。旭川電気軌道に乗入中に事故を起こし、そのまま買い取られ同社のセキ1、1954年（昭和29年）5月三菱大夕張鉄道に譲渡されセキ1になる。運炭はもっぱら日本国有鉄道からの乗入れの石炭車により行われていたので、セキ2と共に社線内での自己消費用石炭輸送やバラストの散布に使用された。オテセ9500形はハンドル操作により側扉が開閉し、石炭を降ろす構造になっており、後に登場する2軸ボギー石炭車の原型となった車両であり、その意味でセキ1は国内最古の石炭車であり貴重なものである。

## 主要諸元
- 最大寸法：全長8560mm、全幅2740mm、全高3435mm
- 自重：14.9t
- 荷重：30t

## 現状
1987年（昭和62年）の廃車後、南大夕張駅跡に置かれスハニ6などと共に夕張市に寄贈されたが、管理もされず荒廃状態にあった。1999年（平成11年）に三菱大夕張鉄道保存会が発足し、修復・整備され夏季は公開されている。また、「空知の炭鉱関連施設と生活文化」として2001年（平成13年）に北海道遺産として指定されたのに加え、2007年（平成19年）11月30日には経済産業省より近代化産業遺産として認定された。